# Мандат (политика)

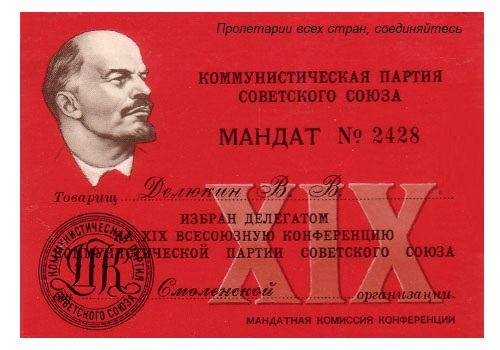
Мандат № 2428 делегата XIX всесоюзная конференция КПСС, от Смоленской организации, 1988 год.

В политике мандат означает полномочия, предоставленные избирательным округом лицу или группе лиц на то, чтобы действовать от его имени.

## Концепция
Концепция правительства, имеющего легитимный мандат на управление по результатам победы на демократических выборах, является центральной идеей представительной демократии. О правительстве, которое пытается проводить политику, не заявленную во время избирательной кампании, говорят, что оно не имеет законного мандата на реализацию такой политики.
О выборах, особенно тех, в которых победа одержана с большим отрывом, часто говорят, что они предоставили избранному правительству или выбранному должностному лицу мандат на проведение определенной политики. Когда правительство стремится к переизбранию, в рамках избирательной кампании оно может объявить о новой политической линии и стремиться получить одобрение избирателей. В таком случае говорят, что правительство ищет «нового мандата».

## Характеристики

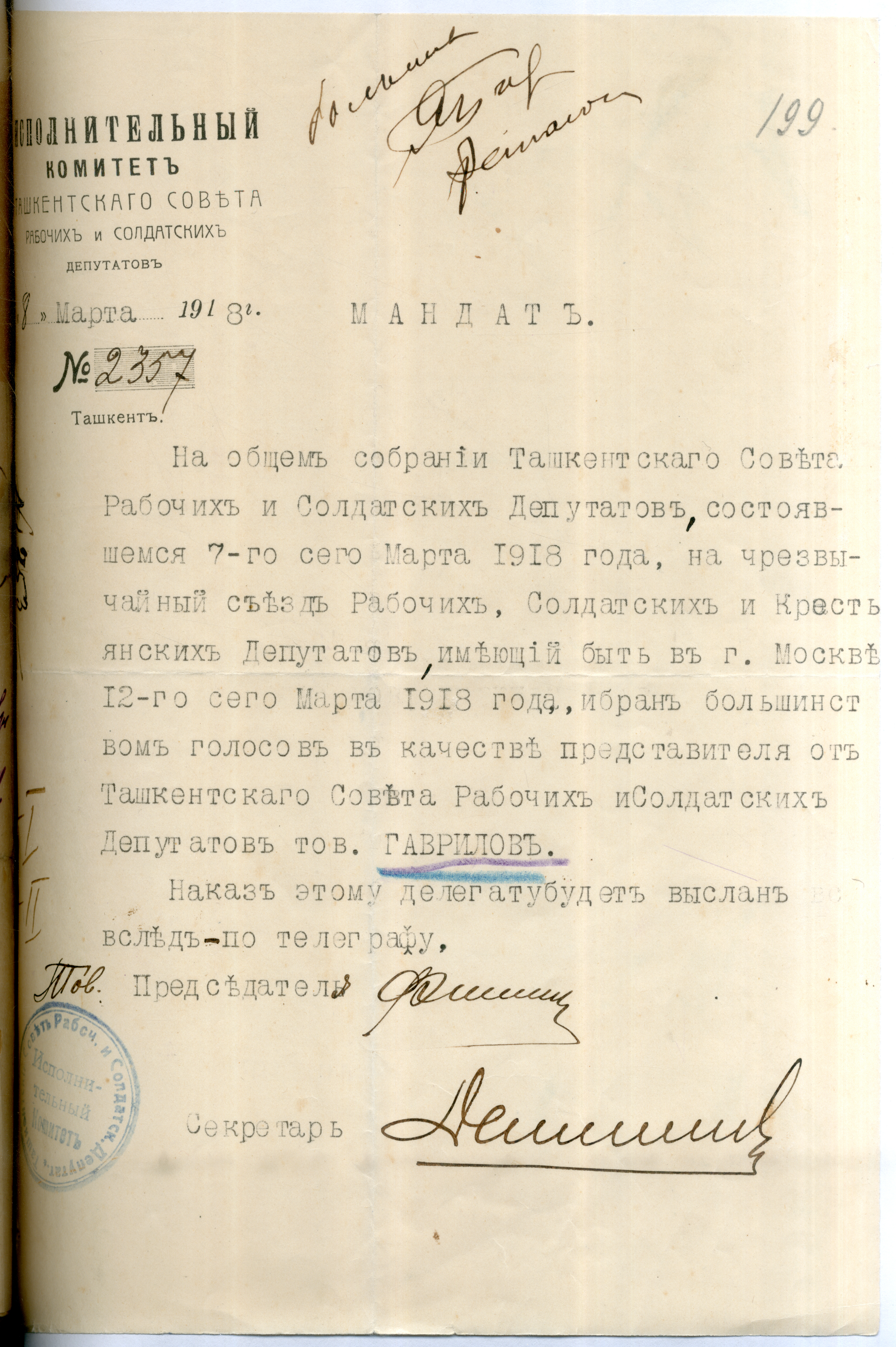
Мандат делегата IV Всероссийского съезда Советов

В некоторых языках, «мандат» может означать место в парламенте, полученное после победы на выборах, а не победу на выборах саму по себе. В таком случае мандат привязан к исполнению пожеланий электората, и он называется императивным мандатом; в противном случае он называется свободным или репрезентативным. Например, в Германии свобода мандата закреплена в статье 38 Конституции. Во Франции свобода мандата гарантирована статьёй 27 Конституции от 4 октября 1958 года (фр. «Tout mandat impératif est nul»). Избиратели не могут отозвать своих депутатов на основании того, что депутаты не выполнили наказы избирателей. Это значит, что депутаты обязаны руководствоваться только своей совестью при реализации обещаний, данных ими избирателям. Формально они не обязаны придерживаться и так называемой фракционной или партийной дисциплины, хотя на практике парламентские фракции голосуют консолидированно (по итогам внутрифракционных голосований, на которых выясняется точка зрения большинства фракции).
В современных демократиях мандат имеет всеобщий характер. Это означает, что, например, избранный депутат представляет не только свой избирательный округ, но и всю нацию в целом, хотя с точки зрения избирательной технологии страна делится на округа. В качестве примера приводят ситуацию, когда после аннексии Германией трёх департаментов Франции (Эльзаса-Лотарингии) после Франко-прусской войны мандаты, выданные депутатам от этих департаментов, не были аннулированы.
Мандат ограничен во времени — он выдаётся на период до следующих выборов. Ограничение мандата во времени означает прежде всего, что избранное лицо не является собственником своего поста, оно лишь занимает его на указанный промежуток времени, по истечении которого мандат должен быть вновь выдан по итогам выборов.